# Роббі Сміт
Роберт Тімоті Девід Сміт, Роббі Сміт (англ. Robert Timothy David Smith, Robby Smith; нар. 30 січня 1987, Сан-Рамон, Каліфорнія) — американський борець греко-римського стилю, чемпіон, триразовий срібний та бронзовий призер Панамериканських чемпіонатів, бронзовий призер Панамериканських ігор, учасник Олімпійських ігор.

## Життєпис
Боротьбою почав займатися з 1992 року.
Виступає за Ньюйоркський атлетичний клуб. Тренери — Момір Петкович і Марк Холлворсон.

## Спортивні результати на міжнародних змаганнях

### Виступи на Олімпіадах
| Змагання                    | Збірна | Вагова категорія                  | Місце |
| --------------------------- | ------ | --------------------------------- | ----- |
| Літні Олімпійські ігри 2016 | США    | греко-римська боротьба, до 130 кг | 12    |

### Виступи на Чемпіонатах світу
| Змагання                        | Збірна | Вагова категорія                  | Місце |
| ------------------------------- | ------ | --------------------------------- | ----- |
| Чемпіонат світу з боротьби 2013 | США    | греко-римська боротьба, до 120 кг | 5     |
| Чемпіонат світу з боротьби 2014 | США    | греко-римська боротьба, до 130 кг | 11    |
| Чемпіонат світу з боротьби 2015 | США    | греко-римська боротьба, до 130 кг | 5     |
| Чемпіонат світу з боротьби 2017 | США    | греко-римська боротьба, до 130 кг | 10    |

### Виступи на Панамериканських чемпіонатах
| Змагання                                   | Збірна | Вагова категорія                  | Місце  |
| ------------------------------------------ | ------ | --------------------------------- | ------ |
| Панамериканський чемпіонат з боротьби 2011 | США    | греко-римська боротьба, до 120 кг | Срібло |
| Панамериканський чемпіонат з боротьби 2013 | США    | греко-римська боротьба, до 120 кг | Срібло |
| Панамериканський чемпіонат з боротьби 2015 | США    | греко-римська боротьба, до 130 кг | Золото |
| Панамериканський чемпіонат з боротьби 2017 | США    | греко-римська боротьба, до 130 кг | Бронза |
| Панамериканський чемпіонат з боротьби 2018 | США    | греко-римська боротьба, до 130 кг | Срібло |

### Виступи на Панамериканських іграх
| Змагання                  | Збірна | Вагова категорія                  | Місце  |
| ------------------------- | ------ | --------------------------------- | ------ |
| Панамериканські ігри 2015 | США    | греко-римська боротьба, до 130 кг | Бронза |

### Виступи на Кубках світу
| Змагання                    | Збірна | Вагова категорія                  | Місце |
| --------------------------- | ------ | --------------------------------- | ----- |
| Кубок світу з боротьби 2014 | США    | греко-римська боротьба, до 130 кг | 9     |

### Виступи на Чемпіонатах світу серед студентів
| Змагання                                        | Збірна | Вагова категорія                 | Місце |
| ----------------------------------------------- | ------ | -------------------------------- | ----- |
| Чемпіонат світу з боротьби серед студентів 2008 | США    | греко-римська боротьба, до 96 кг | 7     |

### Виступи на інших змаганнях
| Змагання                                                | Збірна | Вагова категорія                  | Місце  |
| ------------------------------------------------------- | ------ | --------------------------------- | ------ |
| Міжнародний меморіал Дейва Шульца 2010                  | США    | греко-римська боротьба, до 96 кг  | Срібло |
| Відкритий міжнародний турнір «Sunkist Kids» 2010        | США    | греко-римська боротьба, до 120 кг | Золото |
| Міжнародний турнір Ньюйоркського атлетичного клубу 2010 | США    | греко-римська боротьба, до 96 кг  | Золото |
| Міжнародний меморіал Дейва Шульца 2011                  | США    | греко-римська боротьба, до 96 кг  | Бронза |
| Гран-прі Словенії з боротьби 2011                       | США    | греко-римська боротьба, до 96 кг  | Бронза |
| Золотий Гран-прі з боротьби 2011 (Сомбатгей)            | США    | греко-римська боротьба, до 96 кг  | 5      |
| Відкритий міжнародний турнір «Sunkist Kids» 2011        | США    | греко-римська боротьба, до 96 кг  | Срібло |
| Міжнародний турнір Ньюйоркського атлетичного клубу 2012 | США    | греко-римська боротьба, до 120 кг | Золото |
| Кубок Хапаранди з боротьби 2012                         | США    | греко-римська боротьба, до 120 кг | 5      |
| Кубок Арво Хаавісто 2012                                | США    | греко-римська боротьба, до 120 кг | Золото |
| Міжнародний меморіал Дейва Шульца 2013                  | США    | греко-римська боротьба, до 120 кг | Бронза |
| Cerro Pelado International 2013                         | США    | греко-римська боротьба, до 120 кг | 7      |
| Кубок Владислава Пітласинські 2013                      | США    | греко-римська боротьба, до 120 кг | 21     |
| Міжнародний турнір Ньюйоркського атлетичного клубу 2013 | США    | греко-римська боротьба, до 120 кг | Золото |
| Кубок Арво Хаавісто 2013                                | США    | греко-римська боротьба, до 120 кг | Золото |
| Міжнародний меморіал Дейва Шульца 2014                  | США    | греко-римська боротьба, до 130 кг | Золото |
| Кубок Гранми з боротьби 2014                            | США    | греко-римська боротьба, до 130 кг | Бронза |
| Гран-прі FILA 2015                                      | США    | греко-римська боротьба, до 130 кг | 15     |
| Золотий Гран-прі з боротьби 2015                        | США    | греко-римська боротьба, до 130 кг | 13     |
| Кубок Джека Пінто 2016                                  | США    | греко-римська боротьба, до 130 кг | Золото |
| Олімпійські випробування США 2016                       | США    | греко-римська боротьба, до 130 кг | Золото |
| Тор Мастерс 2017                                        | США    | греко-римська боротьба, до 130 кг | Золото |
| Тор Мастерс 2018                                        | США    | греко-римська боротьба, до 130 кг | 7      |
| Гран-прі Угорщини з боротьби 2019                       | США    | греко-римська боротьба, до 130 кг | 10     |
| Меморіал Кристьяна Палусалу 2019                        | США    | греко-римська боротьба, до 130 кг | Бронза |
| Кубок Гранми і Серро-Пеладо з боротьби 2020             | США    | греко-римська боротьба, до 130 кг | Бронза |